# Simon Lopuyet
Simon Lopuyet (* 24. Dezember 1972) ist ein kenianischer Marathonläufer.
1994 und 1995 gewann er die Tilburg Ten Miles. 1997 siegte er auf der Halbmarathon-Strecke des Paderborner Osterlaufes und stellte als Vierter des Rotterdam-Marathons seine Bestzeit von 2:08:19 auf. 2001 wurde er Dritter beim Hamburg-Marathon und gewann den Köln-Marathon. 2004 siegte er beim Münster-Marathon und 2005 beim Hannover-Marathon.
2003 fungierte er als Tempomacher bei Paula Radcliffes Weltrekord.